# オルダ
オルダ（ペルシア語:  اورده Ūrda/Hurdū、? - ?）は、ジョチ・ウルスの王族。チンギス・カンの長男ジョチの長男。ジョチの正室でコンギラト部族出身のサルタクを母に持つ。
父のジョチの死後、弟のバトゥと父の直属の軍隊を二分し、ジョチ・ウルスの左翼を形成した。

## 生涯
ジョチが没した後、オルダはジョチの本拠地であるイルティシュ川上流域を相続した。オルダはバトゥをジョチ家の当主に推戴するクリルタイを主宰し、以後も多くの場面でバトゥを支援する。17世紀の歴史家でヒヴァ・ハン国のハンでもあるアブル＝ガーズィーはチンギス・カンの命令によってバトゥが後継者とされたと述べ、16世紀のホラズム地方で成立した史書『チンギス・ナーメ』にはチンギスがオルダとバトゥの争いを仲裁し、バトゥをジョチの後継者に指名したことが記されている。
1235年のクリルタイで決定されたルーシへの遠征には、他の兄弟とともに参加している。グユクの即位が決定されたクリルタイには欠席したバトゥの代理としてオルダが参加し、チャガタイ・ウルスの当主を務めるイェス・モンケとともに王座に就くグユクの手を取った。グユクが大ハーンの地位に就いた直後、大ハーンの地位をうかがったテムゲ・オッチギンの取り調べをモンケとともに行った。1250年代半ばにオルダは次男のクリをフレグの西征に派遣し、その後史料に彼の動向は確認されない。
オルダの死後、四男のコンギランがオルダ・ウルスの統治者となった。オルダはジョチの存命中から敬意を払われ、ジョチが没してバトゥがジョチ一門の当主となった後もそれは変わらなかった。オルダ・ウルスは名目上はバトゥの一族が当主を務めるジョチ宗家に従属していたが実質的には独立状態にあり、宗家の方針と異なる行動をとることもあった。

## 家族
『集史』ジョチ・ハン紀のオルダの条によると、オルダの生母はコンギラト部族出身のサルタク（sartāq）という名の大ハトゥンであったという。また、ティムール朝のシャー・ルフの命によって編纂されたという系図資料『高貴系譜』（Mu‘izz al-Ansāb fī Shajarat Salāṭīn Mughūl）にも、オルダはコンギラト部族の女性を母とし、同母兄弟にはエセン（īsan）がいたと記されている。『金帳汗国の没落』を著したサファルガリエフは、モンゴルの末子相続の習慣とジョチの本拠地を相続したことからオルダがジョチの末子である可能性を指摘したが、サファルガリエフの意見は多くの反論を生んだ。サファルガリエフに否定的な態度を示した研究者の一人であるテュルク学者のグリゴリエフはオルダの渾名である「エジェン」が通常四男に付けられる名前であることから、オルダはジョチの四男だと主張した。
『集史』の著者ラシードゥッディーンはオルダにチュケ・ハトン（jūka khātūn）、トバカネ・ハトン（tūbāqāna khātūn）ら3人のコンギラト部族出身の妃がいたことを記している。オルダの子として、以下に挙げる7人の男子と2人の女子が史料で確認できる。
- サルタクタイ
- クリ
- クルムシ
- コンクラン
- チョルマカイ
- クトクイ
- フレグ

## オルダ王家
- ジョチ太子(Jöči ＞朮赤/zhúchì, جوچى خان/jūchī khān)
  - 1オルダ(Orda ＞斡魯朶/wòlǔduǒ, اورده/ūrda)
    - サルタクタイ(Sartaqtai ＞سرتاقتای/sartāqtāī)
      - 4トゥルク・カーン/諸王コニチ(Qoniči ＞火你赤/huŏnǐchì, قونیچى/qūnīchī)
        - 5バヤン(Bayan ＞伯顔/bǎiyán, بایان/bāyān)
          - 7?サシ・ブカ(Sasi buqa ＞ساسی بوقا/sāsī būqā)

        - バシュクルタイ(Bašγirtay ＞باشقرتى/bāšqirtay)
        - チャガン・ブカ(Čaγan Buqa ＞چغان بوقا/chaghān būqā)
        - マトダイ(Matudai ＞ماتوداى/mātūdāy)

    - クリ(Quli ＞قولی/qūlī)
      - トゥムケン(Tümken ＞تومكان/tūmakān)
      - トゥメン(Tümen ＞تومان/tūmān)
      - ミンガン(Mingγan ＞مینكقان/mīnkqān)
      - アヤチ(Ayači ＞ایاچی/ayāchī)
      - ムサルマーン(Musulman ＞مسلمان/musalmān)

    - クルムシ/クレムサ(Qurmši ＞قورمشی/qūrmshī,Куремса)
    - 2コンクラン(Qunquran ＞قونگقیران/qūnggīrān)
    - チョルマカイ(Čurmaqai ＞چورماقای/chūrmāqāī)
    - クトクイ(Qutuqui ＞قوتوقوی/qūtūqūī)
    - フレグ(Hülegü ＞هولاگو/hūlāgū)
      - 3テムル・ブカ(Temür buqa ＞تیمور بوقا/tīmūr būqā)
        - 6クペレク(Köbeleg ＞كوبلك/kūbalak)

## 歴代オルダ・ウルス当主
1. オルダ
2. コンクラン
3. テムル・ブカ
4. コニチ
5. バヤン